# Samuel Abravaya Marmaralı
Samuel Abravaya Marmaralı (* 1875 in Smyrna; † 1954) war ein türkischer Mediziner sowie Politiker jüdischen Glaubens.
Er war einer der in Paris Medizin studierenden Ärzte des Staatsgründers der Türkei, Mustafa Kemal Atatürk, und wurde bei den türkischen Parlamentswahlen 1935 und bei den Wahlen 1939 in die Große Türkische Nationalversammlung gewählt. Durch die von Mustafa Kemal Atatürk eingeführten, extra für die Minderheiten reservierten Sitze im Parlament blieb der jüdische Türke Samuel Marmarali bis 1943 Abgeordneter für Niğde. Mit dem fortschreitenden Krankheitszustand Atatürks blieb Marmarali bis zu dessen Tod einer seiner Ärzte.